# Campeonato Europeo de Hockey sobre Hierba Femenino de 2017
El XIII Campeonato Europeo de Hockey sobre Hierba Femenino se celebró en Ámsterdam (Países Bajos) entre el 18 y el 26 de agosto de 2017 bajo la denominación EuroHockey Femenino 2017. El evento fue organizado por la Federación Europea de Hockey sobre Hierba (EHF) y la Federación Neerlandesa de Hockey sobre Hierba. Paralelamente se celebró el XVI Campeonato Europeo de Hockey sobre Hierba Masculino. Los partidos se realizaron en el Estadio Wagener de la capital neerlandesa.
Un total de ocho selecciones nacionales afiliadas a la EHF compitieron por el título de campeón europeo, cuyo anterior portador era el equipo de Inglaterra, vencedor del EuroHockey 2015.
La selección de los Países Bajos se adjudicó la medalla de oro al derrotar en la final al equipo de Bélgica con un marcador de 3-0. En el partido por el tercer puesto el conjunto de Inglaterra venció al de Alemania.

## Grupos
| Grupo A         | Grupo B    |
| --------------- | ---------- |
| Países Bajos    | Inglaterra |
| Bélgica         | Alemania   |
| España          | Irlanda    |
| República Checa | Escocia    |

## Fase preliminar
- Todos los partidos en la hora local de Ámsterdam (UTC+2).

### Grupo A
| Equipo          | J | G | E | P | GF | GC | DG  | PTS |
| --------------- | - | - | - | - | -- | -- | --- | --- |
| Países Bajos    | 3 | 3 | 0 | 0 | 14 | 1  | +13 | 9   |
| Bélgica         | 3 | 2 | 0 | 1 | 8  | 2  | +6  | 6   |
| España          | 3 | 1 | 0 | 2 | 9  | 6  | +3  | 3   |
| República Checa | 3 | 0 | 0 | 3 | 1  | 23 | -22 | 0   |

- Resultados

| Fecha | Hora  | Partido      | Partido | Partido         | Resultado |
| ----- | ----- | ------------ | ------- | --------------- | --------- |
| 18.08 | 20:00 | Países Bajos | -       | España          | 3-1       |
| 19.08 | 12:30 | Bélgica      | -       | República Checa | 6-0       |
| 20.08 | 11:00 | España       | -       | República Checa | 7-1       |
| 20.08 | 20:00 | Bélgica      | -       | Países Bajos    | 0-1       |
| 22.08 | 17:00 | España       | -       | Bélgica         | 1-2       |
| 22.08 | 20:00 | Países Bajos | -       | República Checa | 10-0      |

### Grupo B
| Equipo     | J | G | E | P | GF | GC | DG | PTS |
| ---------- | - | - | - | - | -- | -- | -- | --- |
| Alemania   | 3 | 2 | 0 | 0 | 10 | 2  | +8 | 9   |
| Inglaterra | 3 | 2 | 0 | 1 | 6  | 2  | +4 | 6   |
| Irlanda    | 3 | 0 | 1 | 2 | 2  | 9  | -7 | 1   |
| Escocia    | 3 | 0 | 1 | 2 | 1  | 6  | -5 | 1   |

- Resultados

| Fecha | Hora  | Partido    | Partido | Partido    | Resultado |
| ----- | ----- | ---------- | ------- | ---------- | --------- |
| 19.08 | 10:15 | Alemania   | -       | Escocia    | 4-1       |
| 19.08 | 14:45 | Inglaterra | -       | Irlanda    | 4-1       |
| 20.08 | 13:15 | Irlanda    | -       | Escocia    | 0-0       |
| 20.08 | 17:45 | Alemania   | -       | Inglaterra | 1-0       |
| 22.08 | 12:30 | Inglaterra | -       | Escocia    | 2-0       |
| 22.08 | 14:45 | Irlanda    | -       | Alemania   | 1-5       |

## Fase final
- Todos los partidos en la hora local de Ámsterdam (UTC+2).

|  | Semifinales  | Semifinales  |   |            | Final        | Final        |  |
|  | 24 de agosto | 24 de agosto |   |            | 26 de agosto | 26 de agosto |  |
|  |              |              |   |            |              |              |  |
|  |              |              |   |            |              |              |  |
|  | Países Bajos | 1            |   |            |              |              |  |
|  | Inglaterra   | 0            |   |            |              |              |  |
|  |              |              |   |            |              |              |  |
|  |              |              |   |            |              |              |  |
|  |              |              |   |            | Países Bajos | 3            |  |
|  |              | Bélgica      | 0 |            |              |              |  |
|  |              |              |   |            |              |              |  |
|  |              |              |   |            |              |              |  |
|  |              |              |   |            | Tercer lugar |              |  |
|  |              |              |   |            |              |              |  |
|  | Alemania     | 0            |   | Inglaterra | 2            |              |  |
|  | Bélgica      | 1            |   |            | Alemania     | 0            |  |

### Semifinales
| Fecha | Hora  | Partido      | Partido | Partido    | Resultado |
| ----- | ----- | ------------ | ------- | ---------- | --------- |
| 24.08 | 17:00 | Alemania     | -       | Bélgica    | 0-1       |
| 24.08 | 20:00 | Países Bajos | -       | Inglaterra | 1-0       |

### Tercer lugar
| Fecha | Hora  | Partido    | Partido | Partido  | Resultado |
| ----- | ----- | ---------- | ------- | -------- | --------- |
| 26.08 | 17:00 | Inglaterra | -       | Alemania | 2-0       |

### Final
| Fecha | Hora  | Partido      | Partido | Partido | Resultado |
| ----- | ----- | ------------ | ------- | ------- | --------- |
| 26.08 | 20:00 | Países Bajos | -       | Bélgica | 3-0       |

### Grupo C – clasificación del 5.º a 8.º lugar
| Equipo          | J | G | E | P | GF | GC | DG  | PTS |
| --------------- | - | - | - | - | -- | -- | --- | --- |
| España          | 3 | 3 | 0 | 0 | 16 | 4  | +12 | 9   |
| Irlanda         | 3 | 1 | 1 | 1 | 5  | 8  | -3  | 4   |
| República Checa | 3 | 1 | 0 | 2 | 3  | 10 | -7  | 3   |
| Escocia         | 3 | 0 | 1 | 2 | 1  | 4  | -2  | 1   |

- Resultados

| Fecha | Hora  | Partido         | Partido | Partido         | Resultado |
| ----- | ----- | --------------- | ------- | --------------- | --------- |
| 24.08 | 12:30 | República Checa | -       | Irlanda         | 1-3       |
| 24.08 | 14:45 | España          | -       | Escocia         | 2-1       |
| 26.08 | 12:15 | España          | -       | Irlanda         | 7-2       |
| 26.08 | 14:30 | Escocia         | -       | República Checa | 0-1       |

## Medallero
| Países Bajos | Bélgica | Inglaterra |
| Ireen van den Assem Carlien Dirkse van den Heuvel Margot van Geffen Kelly Jonker Marloes Keetels Josine Koning Laurien Leurink Caia van Maasakker Kitty van Male Frédérique Matla Laura Nunnink Malou Pheninckx Pien Sanders Lauren Stam Anne Veenendaal Maria Verschoor Xan de Waard Lidewij Welten | Maureen Beernaert Jill Boon Louise Cavenaile Aisling D'Hooghe Aline Fobe Alix Gerniers Lien Hillewaert Pauline Leclef Sophie Limauge Barbara Nelen Joanne Peeters Anouk Raes Elena Sotgiu Michelle Struijk Stephanie Vanden Borre Judith Vandermeiren Louise Versavel Anne-Sophie Weyns | Giselle Ansley Sophie Bray Alex Danson Emily Defroand Sarah Haycroft Maddie Hinch Jo Hunter Hannah Martin Shona McCallin Lily Owsley Elena Rayer Zoe Shipperley Amy Tennant Anna Toman Susannah Townsend Laura Unsworth Ellie Watton Hollie Webb |
| Alyson Annan (seleccionador) | Niels Thijssen (seleccionador) | David Ralph (seleccionador) |

## Clasificación general
| 1. Países Bajos CM |
| 2. Bélgica         |
| 3. Inglaterra      |
| 4. Alemania        |
| 5. España          |
| 6. Irlanda         |
| 7. República Checa |
| 8. Escocia         |